# Измаил-Бей
«Измаи́л-Бей» — самая большая по объёму и самая значительная из ранних кавказских поэм М. Ю. Лермонтова.

## История создания
Поэма Михаила Лермонтова «Измаил-Бей» написана в 1832 году. Впервые опубликована в «Отечественных записках» (т.27, № 3, отд. I, с. 1—25) с неточностями и пропусками цензурного характера.
Сохранилась тетрадь первого собирателя лермонтовских материалов В. Х. Хохрякова с выписками из утраченной рукописи поэмы, где воспроизведенная следующая помета на обложке автографа: «Измаил-Бей. Восточная повесть. 1832 год. 10 мая».

## Сюжет
Сюжет «Измаил-Бея» в известной степени связан с реальными историческими событиями, происходившими на Кавказе в конце XVIII — начале XIX века. Некоторые факты, нашедшие отражение в поэме, совпадают с биографией кабардинского князя Измаил-Бея Атажукина, посланного отцом в Россию для получения военного образования. Впоследствии молодой князь служил в русской армии, участвовал в войне с турками и был награждён за штурм Измаила. Весьма возможно, что Лермонтов знал устные народные предания об Измаиле Атажукине (Исмель-псыго, чьи подвиги уподоблялись подвигам нартов). Образ Росламбека, по-видимому, также восходит к реальному лицу — Росламбеку Мисостову, сыгравшему важную роль в истории Кабарды начала XIX в. Впрочем, автор не преследовал цель с точностью воспроизводить события эпохи и биографии исторических лиц.
В поэме автор старается воспроизвести сам дух Кавказа, его природы и населяющих его народов.

Как я любил, Кавказ мой величавый,

Твоих сынов воинственные нравы,

Твоих небес прозрачную лазурь

И чудный вой мгновенных, громких бурь,

Когда пещеры и холмы крутые

Как стражи окликаются ночные;

И вдруг проглянет солнце, и поток

Озолотится, и степной цветок,

Душистую головку поднимая,

Блистает, как цветы небес и рая…
Черкесы вынуждены были оставить родные места под натиском русских войск и жить на чужбине. Спустя несколько лет на родину возвращается молодой отважный черкес и никого не находит. Это был витязь Измаил, которого отец некогда отправил учиться в Россию.
Тем временем в трудный для народа период брат Измаила Росламбек увёл племя в другую местность и жил с соплеменниками ночным разбоем. Приехавший издалека князь нашёл свой народ, который, к неудовольствию Росламбека, принял его с ликованием. Измаил заявил, что разбой — занятие, недостойное черкесов, и объявил начало национальной борьбы с захватчиками родной земли. Храбрый князь возглавил движение сопротивления, и много русских полегло в открытых сражениях. От одного из чужаков Измаил узнал, что ему собираются отомстить за то, что он, будучи в России, соблазнил и бросил барышню.
Рядом с князем всё время оказывался юноша Селим, жадно впитывавший его науку. К концу поэмы выясняется, что под образом Селима скрывалась красавица-лезгинка Зара, давно влюблённая в Измаила.
Прошло два года, война продолжается. Зара куда-то исчезла, этот вопрос автор оставляет воображению читателя. Измаил сидит в задумчивости в окружении друзей, но в этом момент его пронзает чья-то подло выпущенная пуля. Скорее всего, это дело рук завистливого и вероломного Росламбека. Горцы горюют и готовят тело князя к погребению. И в этот момент вдруг находят на его груди российский георгиевский крест и талисман с локоном золотых женских волос. Соплеменники были поражены такой двуличностью Измаила и с презрением бросают его тело на съедение зверям и «вранам».

## Исследования
Изучение поэмы шло главным образом в двух направлениях: попытки найти литературные источники, заимствования (Э. Дюшен, В. Спасович, Н. Котляревский, Д. Якубович, Б. Нейман, Б. Эйхенбаум) и поиски исторической основы поэмы. Имя прототипа героя впервые указано В. Пожидаевым. Более подробно и аргументированно этот вопрос освещен С. Андреевым-Кривичем, Р. Тугановым, который установил, в частности, что эпизод гибели героя поэмы не соответствует реальным фактам. Измаил-Бей не был убит Росламбеком, а наоборот — Росламбека убили по приказу Измаил-Бея. Сравнительно мало внимания уделялось проблеме стиля и языка поэмы.

## Значение
«Измаил-Бей» выделяется среди ранних поэм Михаила Лермонтова широким охватом острых социальных проблем: природа и люди, родина и свобода народов, война. Последняя изображается как народное бедствие. Лермонтов показывает её жестокие будни, скорбные картины разоренного врагами мирного края. Симпатии автора на стороне горцев, отстаивающих свою свободу. В центре поэмы романтический, героический образ Измаил-Бея, стоящий в одном ряду с самыми яркими образами Лермонтова — чаще всего людьми необычайной судьбы, одинокими, гордыми странниками, изгнанниками, «гонимыми людьми и небом». Прошлое их окружено ореолом таинственности. Они «дети рока», над которыми тяготеет власть судьбы, им «места в мире нет» (III, 189). Но им чуждо смирение. Сильные, волевые, они верны до конца своей «мятежной мечте». По словам В. Г. Белинского, они «скорее готовы разрушить и себя и мир, нежели подделываться под то, что отвергает их гордая и свободная мысль. Люди судьбы, они борются с нею или гордо падают под её ударами».
«Измаил-Бей» представляет значительный интерес как этап, важный рубеж на пути становления эстетической системы Лермонтова, поэтики его романтизма. Стиль поэмы отмечен богатством палитры красок, эпитетов, сравнений, богатством изобразительных и выразительных средств, патетической воодушевленностью речи. В сюжетосложении важную художественную функцию выполняет пейзаж; описания природы органически вплетаются в повествование. В портретных характеристиках автор тяготеет к психологизму. В них, возможно, следы интереса к «физиогномическим» теориям начала XIX века. Стихи 408—415 с некоторыми изменениями вошли в поэмы «Аул Бастунджи» (стихи 51—56), «Мцыри» (стихи 617—629), «Демон (поэма)» (стихи 1092—1098).

## Художественные особенности
Согласно «Лермонтовской энциклопедии», «Измаил-Бей» — смелый жанровый эксперимент поэта. Лермонтова больше не удовлетворяют односоставная проблематика и центростремительная композиция его юношеских поэм. «Измаил-Бей» — произведение многопроблемное, принцип «единодержавия героя» здесь далеко не выдержан. Характер Измаила настолько сложен и неоднозначен, что требует несравненно более разветвленной системы мотивировок, чем это было свойственно романтической поэме «байронического» или декабристского образца.

Сплав истории и легенды в обрисовке героя осложняется авторским рассуждением в строфе 28 первой части поэмы, которое рисует Измаила героем современного романа, «лишним человеком»:
«Такие люди в жизни светской
Почти всегда причина зла,
Какой-то робостию детской
Их отзываются дела:
И обольстить они не смеют

И вовсе кинуть не умеют!».
Традиционная для «восточной повести» фабула усложняется и разрастается; поэма тяготеет к тому, чтобы стать романом в стихах. Не случаен исключительный для лермонтовского творчества и всей русской романтической поэмы, объём произведения, порождённый необходимостью более обстоятельной и разнообразной мотивации внутреннего мира и поступков героев. Таким образом, создаётся более масштабное лиро-эпическое повествование, предваряющее такие произведения, как «Сашка» и «Сказка для детей».
Строение лермонтовской «восточной повести» — первоначальный эскиз романных композиций. В «Измаил-Бее» неоднократно встречается приём рассказа в рассказе (ч. I, строфы 4—5, 24; ч. II, строфы 20—27). Как позднее в «Сашке», Лермонтов в «Измаил-Бее» широко использует монтажное сопряжение контрастных по смыслу и повествовательной тональности строф (ч. I, строфы 27—28; ч. II, строфы 2—3; ч. ІІІ, строфы 1—4). Гибкая, постоянно меняющаяся интонация, смена ритмики и строфики сближают особенности стихотворной речи в поэме с ритмическим строем романтической прозы. В «Измаил-Бее» вообще заметна характерная для романтической литературы тенденция к сближению жанровых и композиционных признаков стихотворного повествования с прозаическим. Основная ситуация поэмы («естественный человек», горец, поставленный перед выбором между традиционной моралью и духовными ценностями «Европы душной») заставляет вспомнить повесть А. А. Бестужева-Марлинского «Аммалат-Бек» (1832), которую Лермонтов хорошо знал и даже сделал несколько рисунков на темы этой повести. История и социально-бытовая среда в поэме перестают быть декорацией, проявлением «местного колорита», постепенно перерастают в фактор, формирующий характеры (Измаил, отчасти Росламбек).
Поэт стремится выразить через историческую и бытовую конкретность свою философско-историческую концепцию. Его главная мысль — необратимость исторического развития человеческого общества и, соответственно, — необратимость духовного развития личности. В «Измаил-Бее» параллельно развиваются две истории: история постепенной неотвратимой гибели патриархального уклада жизни кавказских народов и история трагического одиночества и духовного крушения человека, задумавшего бежать от настоящего с его язвами и противоречиями в прошлое, которое видится ему простым, естественным и гармоничным.

## Отражение в искусстве
Поэму иллюстрировали: К. Д. Флавицкий, Н. Р. Бах, М. А. Врубель, Н. Н. Дубовской, Р. Ф. Штейн, В. Я. Суреньянц, В. П. Белкин, Т. А. Маврина, М. В. Ушаков-Поскочин, Вл. В. Лермонтов, З. Зузе, К. И. Рудаков.
Положили на музыку: «Опять явилось вдохновенье» (вступ. к поэме) — П. С. Макаров, П. В. Дмоховский, С. Н. Василенко; «Черкесскую песню» («Много дев у нас в горах») — А. А. Алябьев, Б. А. Фитингоф-Шель, М. А. Балакирев, В. Г. Кастриото-Скандербек, Э. Ф. Направник, П. П. Сокольский, А. К. Глазунов и др.